# Comfort Eagle
Comfort Eagle – czwarty album zespołu Cake po raz pierwszy wydany za pośrednictwem Columbia Records 24 lipca 2001 roku. Zawiera 11 piosenek.

## Lista utworów[2]
1. "Opera Singer" – 4:06
2. "Meanwhile, Rick James..." – 3:57
3. "Shadow Stabbing" – 3:07
4. "Short Skirt/Long Jacket" – 3:24
5. "Commissioning a Symphony in C" – 2:59
6. "Arco Arena" – 1:31
7. "Comfort Eagle" – 3:40
8. "Long Line of Cars" – 3:24
9. "Love You Madly" – 3:58
10. "Pretty Pink Ribbon" – 3:08
11. "World of Two" – 3:41

## Skład
- John McCrea – gitara, gitara akustyczna, gitara basowa, keyboard, wokal
- Vince DiFiore – trąbka, gitara, tylny wokal
- Xan McCurdy – perkusja, tylny wokal, gitara basowa
- Todd Roper – perkusja, tylny wokal
- Kirt Shearer – miksowanie
- David Cole – miksowanie
- Craig Long – miksowanie
- Gabriel Shepard – miksowanie
- Don C. Taylor – produkcja